# 나치 당원 목록

## 국민사회주의독일노동자당(1920년-1923년) 원년멤버
- 당원번호 505: 볼프강 폰 바르텔스
- 당원번호 506: 엘레오노레 바우어
- 당원번호 507: 한스 바우만
- 당원번호 509: 카를 베겔
- 당원번호 515: 에른스트 뵈플레
- 당원번호 524: 에두아르트 디틀
- 당원번호 526: 안톤 드렉슬러
- 당원번호 531: 고트프리트 페더
- 당원번호 539: 루트비히 게흐레
- 당원번호 543: 알로이스 그릴마이어[1]
- 당원번호 555: 아돌프 히틀러 (1921년 7월 11일 탈당)
- 당원번호 587: 에리히 퀸
- 당원번호 590: 빌헬름 라포르세
- 당원번호 594: 에밀 모리스[2]
- 당원번호 609: 요제프 포프 (히틀러의 하숙방 집주인)[3]
- 당원번호 623: 에르스트 룀
- 당원번호 625: 알프레트 로젠베르크[4]
- 당원번호 628: 마르크 제셀만[5]
- 당원번호 641: 루돌프 쉬슬러 (1921년 7월까지 당의 사업지도자[Geschäftsführer]를 역임)[6]
- 당원번호 670: 파울 타펠[7]
- 당원번호 709: 미하엘 로터[8]
- 당원번호 743: 오스카어 쾨르너 (1920년 2월 5일 입당)
- 당원번호 830: 게오르크 아슈톤 (1920년 3월 4일 입당)[9]
- 당원번호 832: 하인츠 뒤르 (1920년 2월 24일 입당)[10]
- 당원번호 858: 에른스트 슈미트
- 당원번호 897: 율리우스 프리드리히 레만 (1920년 3월 11일 입당)
- 당원번호 881: 헤르만 에서 (1920년 3월 8일 입당)
- 당원번호 913: 오이게니 하우크 (1920년 3월 20일 입당)
- 당원번호 925: 하인리히 호프만 (1920년 4월 6일 입당)[11]
- 당원번호 940: 아돌프 포글 (1920년 4월 6일 입당)
- 당원번호 964: 요제프 베르톨트
- 당원번호 996: 요제프 퓌스 (1920년 5월 1일 입당)[12]
- 당원번호 1159: 요제프 리가우어 (1920년 5월 17일 입당)
- 당원번호 1463: 카를 디비츄 (1920년 5월 1일 입당)
- 당원번호 1600: 루돌프 헤스 (1920년 7월 1일 입당)
- 당원번호 1622: 한스 야코프 (1920년 7월 8일 입당)
- 당원번호 1724: 카롤리나 퓌스 (1920년 7월 14일 입당)[13]
- 당원번호 1782: 하인리히 헬름
- 당원번호 1810: 카를 뎀펠
- 당원번호 1812: 빌헬름 브리만 (1920년 8월 입당. 히틀러 충격군 대원이었고, 맥주홀 폭동 진압 이후 1924년에는 히틀러의 감방 동기였음)[14]
- 당원번호 1815: 빌헬름 브리만 (1920년 8월 17일 입당. 당경리 겸 당서기)
- 당원번호 1924: 알베르트 포르스터 (1923년 11월 7일)
- 당원번호 2414: 막스 에르빈 폰 쇼이브너리히터 (1920년 11월 22일 입당)[15]
- 당원번호 2418: 리나 가어 (1920년 11월 22일 입당)[16]
- 당원번호 2839: 에리히 클란 (1921년 2월 14일 입당)[17]
- 당원번호 2882: 울리히 그라프 (1921년 2월 16일 입당)
- 당원번호 2900: 카를프리드리히 콜보
- 당원번호 3061: 에밀 간서[18]
- 당원번호 3229: 빌헬름 홀츠바르트
- 당원번호 3240: 루돌프 회스 (1922년 11월 21일 입당)
- 당원번호 3536: 아돌프 회흐[19]
- 당원번호 3579: 헬무트 폰 뮈케 (1921년 7월 8일 입당)[20]
- 당원번호 3601: 요제프 알로이스 라인하르트 (1922년 12월 6일 입당)
- 당원번호 3603: 한스 울리히 클린츠슈 (1921년 7월 20일 입당)[18]
- 당원번호 3680: 아돌프 히틀러 (1921년 7월 26일 복당)[21]
- 당원번호 3804: 막스 뷔헤를 (1921년 9월 17일)
- 당원번호 3850: 크리스티안 베버 (1921년 8월 15일 입당)[18]
- 당원번호 3958: 카를 에거스
- 당원번호 4439: 카를 마리아 데멜후버 (1922년 2월 20일 입당)
- 당원번호 4947: 에트가어 바이스 (1922년 10월 18일 입당)[22]
- 당원번호 5284: 카를 린데르 (1923년 입당)
- 당원번호 5426: 요제프 리들 (1922년 4월 13일 입당)[23]
- 당원번호 6949: 한스 하스 (1922년 입당)[24]
- 당원번호 7197: 아돌프 베케를레
- 당원번호 7968: 아돌프 로텐베르거 (1922년 9월 22일 입당)
- 당원번호 8272: 프리드리히 쿠르츠 (1922년 입당)[25]
- 당원번호 8630: 게오르크 부르스터 (1922년 입당)
- 당원번호 8646: 헬무트 플뢰르케 (1922년 입당)
- 당원번호 9538: 헤르만 가우흐
- 당원번호 9544: 율리우스카를 폰 엥겔브레히텐 (1922년 11월 3일 입당)
- 당원번호 9662: 프리츠 에벤뵈크 (1922년 11월 11일 입당)
- 당원번호 10013: 엘크 에베르
- 당원번호 12852: 루트비히 다닝거 (1922년 12월 2일 입당)[26]
- 당원번호 13726: 발터 부흐
- 당원번호 13939: 카를 브라이크 (1922년 12월 19일 입당)
- 당원번호 16076: 베노 쿠르 (1923년 1월 입당)
- 당원번호 17096: 에밀 케테러 (1923년 1월 입당)
- 당원번호 21538: 카를 카스파리
- 당원번호 24688: 알프레트잉게마르 베른트
- 당원번호 32366: 헤르만 뵘 (1923년 7월 2일 입당)
- 당원번호 33014: 프란츠 보크
- 당원번호 42404: 하인리히 힘러 (1923년 8월 입당)
- 당원번호 43870: 카를 에버하르트 쇤가르트 (1922년 입당)
- 당원번호 55787: ? (1923년 11월 9일 맥주홀 폭동으로 당이 해산당하기 이전에 부여된 마지막 번호)[27]

## 국민사회주의독일노동자당 재창당(1925년) 이후 당원

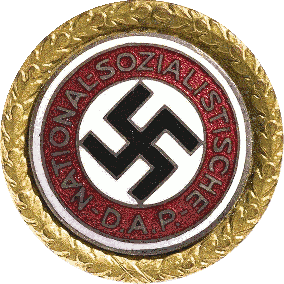
1933년 10월, 그때까지 당적을 유지하고 있던 당원번호 1-100000번에게 황금 당원휘장이 수여되었다.

### 당원번호 1–100
- 당원번호 1:  아돌프 히틀러[29]
- 당원번호 2:  헤르만 에서
- 당원번호 3:  막스 아만
- 당원번호 4:  루돌프 부트만
- 당원번호 5:  아르투어 딘터
- 당원번호 6:  프란츠 크사버 슈바르츠 (1925년 2월 27일 입당)
- 당원번호 7: ?
- 당원번호 8:  울리히 그라프
- 당원번호 9: 그레고어 슈트라서 (1932년 출당)
- 당원번호 10:  빌헬름 프리크
- 당원번호 11:  고트프리트 페더
- 당원번호 12:  필리프 뷔흘러
- 당원번호 13: 오토 마이 (마이는 1926년 8월 28일 당적에서 삭제되고 당원번호 13번은 결번처리 되었다)[30]
- 당원번호 14:  한스 프랑크[31]
- 당원번호 15:  크리스티안 베버
- 당원번호 16:  루돌프 헤스[32]
- 당원번호 17:  율리우스 슈트라이허 (1925년 2월 입당)[33]
- 당원번호 18:  알프레트 로젠베르크 (1925년 2월 27일 입당)[34]
- 당원번호 20:  빌헬름 홀츠바르트 (1925년 2월 27일 입당)[35]
- 당원번호 22: ? →  요제프 괴벨스 (원래 당원번호 8762번)[36]
- 당원번호 23: ? →  헤르만 괴링 (1928년 히틀러의 권유로 변경)[37]
- 당원번호 24: ? →  아우구스트 빌헬름 폰 프로이센 왕자 (1930년 히틀러의 권유로 변경)[38]
- 당원번호 27:  카를 에거스
- 당원번호 28:  요한 블랑케마이어
- 당원번호 34:  요제프 바우어[39]
- 당원번호 35:  마르틴 무트슈만 (1925년 6월 2일 입당)[40]
- 당원번호 36:  안톤 하젤마이어 (1925년 4월 입당)[41]
- 당원번호 37:  카를 피흘러[42]
- 당원번호 39:  에밀 모리스[2]
- 당원번호 42:  빌헬름 오네조르게
- 당원번호 51:  빌헬름 바우어[43]
- 당원번호 53:  율리우스 슈렉[2]
- 당원번호 55:  한스 뮐러[44]
- 당원번호 58:  요한 징거
- 당원번호 59:  하인리히 호프만 (1925년 4월)[45]
- 당원번호 65:  게오르크 자이덴슈방
- 당원번호 74:  에르하르트 하이덴
- 당원번호 75:  에드문트 슈나이더 (1925년 4월 16일 입당. 1926년 5월 탈당, 이후 같은 번호로 복당)[46]
- 당원번호 76: 알로이스 바흐슈미트 (1925년 4월 1일 입당, 1926년 10월 26일 탈당, 1927년 5월 1일 당원번호 5702821번으로 복당)
- 당원번호 77:  카를 홀츠
- 당원번호 78:  에드문트 하이네스
- 당원번호 81:  율리우스 샤우프
- 당원번호 82:  알로이스 로젠빙크
- 당원번호 84:  빅토어 루트체 (1926년 3월 22일 입당)[47]
- 당원번호 85: ? →  루돌프 융 (1935년 11월 체코 나치당 합병. 1925년 4월 1일로 소급)[48]
- 당원번호 86: ? →  한스 크렙스 (1835년 11월 체코 나치당 합병)[48]
- 당원번호 87: ? →  레오 슈베르트 (1935년 11월 체코 나치당 합병)[48]
- 당원번호 90: ? →  에리히 코흐 (1933년 11월 번호 조정)[49]
- 당원번호 91: ? →  후고 브루크만 (1932년 7월 1일 입당. 1925년 4월 1일로 소급)[50]
- 당원번호 92: ? →  엘자 브루크만 (1932년 7월 1일 입당. 1925년 4월 1일로 소급)[50]
- 당원번호 93: ? →  오토 폰 쿠르젤 (원래 1274040번이었으나 루돌프 헤스의 주선으로 앞 번호를 부여받음)
- 당원번호 95:  카를 오토 카우프만
- 당원번호 99:  에른스트 클라인 (나중에 5276번으로 조정됨)[51]
- 당원번호 100:  발터 클린크뮐러[52][53]